# 스릭슨

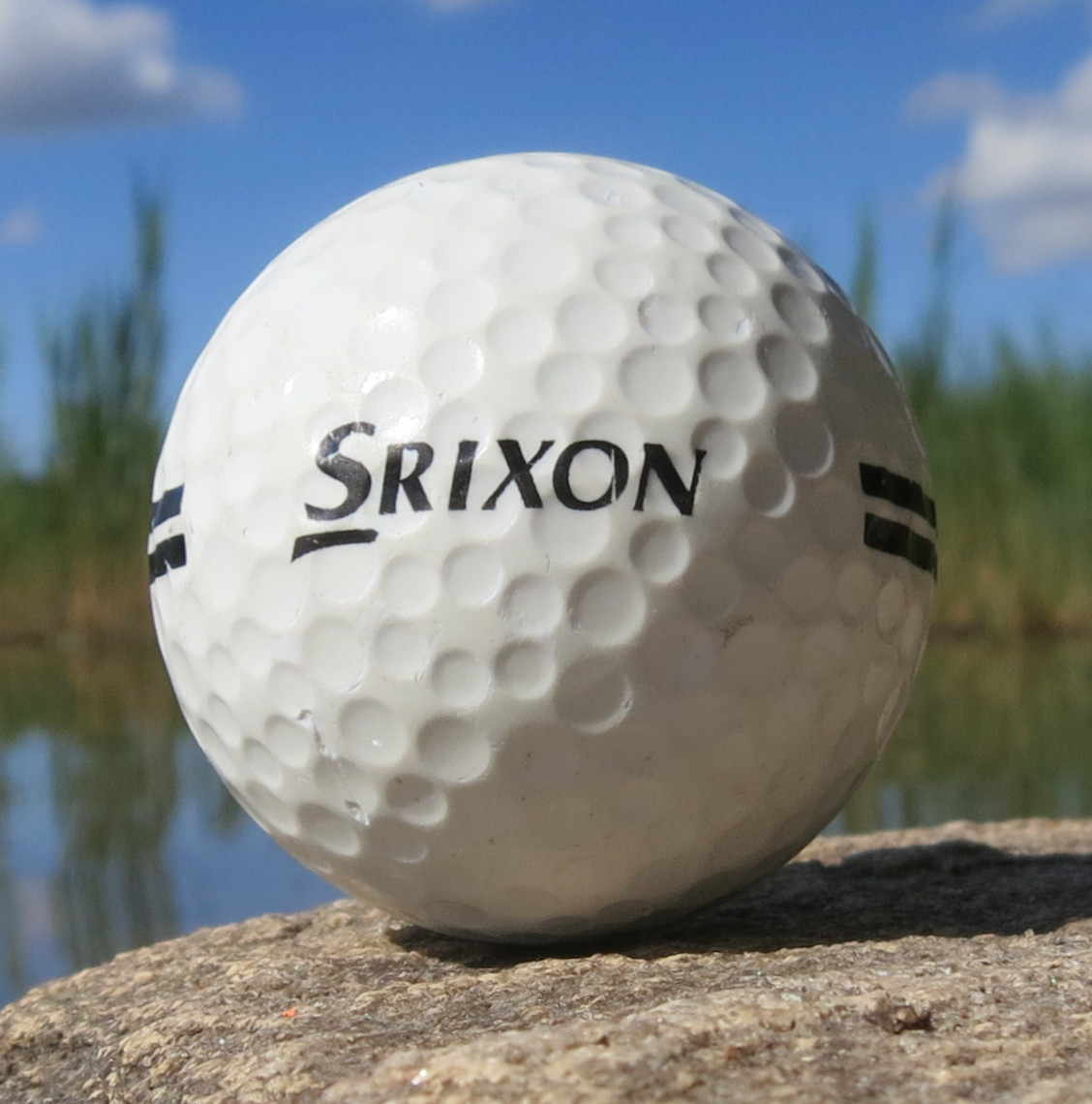
스릭슨 골프공

스릭슨(SRIXON, スリクソン)은 스미토모 고무공업이 소유한 골프와 테니스 용품으로만 특화된 브랜드이다. 해당 브랜드는 골프채나 기타 골프와 관련된 상품도 전면적으로 제조하고 있다.

## 연혁
스릭슨은 1996년 이후부터 동남아시아 측의 자회사에서 제조하여 일본 이외의 시장을 목적으로 하여, 저가 제품으로 공급되었던 골프공 브랜드였다. 그러나 일본 국내용으로 보급한 것은 1999년부터 '스릭슨 브랜드'의 골프공 등의 판매가 개시되었다.
그리고 스릭슨은 2001년을 시점으로, 스미토모 고무공업 및 산하 기업 아래에 "세계 전략 브랜드"로 우뚝 솟아오르고 있었으며, 동년부터 동남아시아에서의 스릭슨 브랜드와 관련된 골프 클럽의 판매가 시작되었다.
그리고 스미토모 고무공업의 경영 비대화 해결책에 따라, 2003년에는 자사의 스포츠 사업 분야의 분사 독립에 의해 SRI 스포츠가 설립되었고, 2005년부터 골프공인 '스릭슨 Z-UR'이 정식으로 선보였다.
2006년 10월에는 SRI 스포츠가 도쿄 증권거래소 1부에 상장되었고 그 이후로부터 견고하게 성장되었다.
2007년 10월 SRI스포츠는 미국의 골프채 전문 제조업체인 클리블랜드 골프를 인수하였고, 이듬해인 2008년에는 스릭슨과 클리블랜드 골프의 브랜드 통합을 발표하였다.
2007년에는 이 밖에도 스릭슨의 브랜드로 골프 클럽을 출시하였고, 이와 함께 골프공 라인도 완벽하게 리뉴얼하였다. 또, 테니스 공을 스릭슨 브랜드로 같은 해에 같이 출시되었다.
2012년 2월에는 SRI 스포츠는 던롭 스포츠로 사명을 변경하였다.
2015년 4월부터 던롭 스포츠와 데상트는 "스릭슨 브랜드에 대한 골프 의류 분야에 대한 업무 제휴"를 발표했다. 이에 따르면, 기획이나 제작 그리고 웨어에 대한 판매는 전부 데상트가 담당하고, 액세서리군에 대한 판매는 던롭 스포츠가 실시하는 것으로 구성되어 있다.

## 같이 보기
- 던롭 스포츠
- 스미토모 고무공업(영어판, 일본어판)